# La bestia di sangue
La bestia di sangue (Beast of Blood) è un film del 1970 diretto da Eddie Romero.
Dopo Terrore sull'isola dell'amore del 1968 e Mad Doctor of Blood Island del 1969, è il terzo capitolo di una serie di film diretti dal regista filippino proseguita nel 1971 con Brain of Blood.

## Trama
Il dottor Bill Foster e la giornalista Myra Russel si dirigono a bordo di un'imbarcazione verso Blood Island per rintracciare il folle dottor Lorca, che in passato aveva seminato il terrore conducendo esperimenti segreti sulle persone. Addentratisi nella giungla, i due scoprono che lo scienziato non ha smesso di portare avanti i suoi esperimenti: dopo aver tagliato la testa ad una creatura mutante sta infatti tentando di trapiantarla sul corpo del dottor Ramon, amico di Foster rifugiatosi tempo prima sull'isola. Lorca riesce a prendere in ostaggio Myra ma Foster organizza l'assalto alla sua abitazione con l'aiuto della popolazione locale. Lo scienziato è costretto alla fuga e viene ucciso dal corpo di Ramon, ancora privo della testa.

## Distribuzione
Il film uscì negli Stati Uniti il 6 maggio 1970 e venne distribuito con diversi titoli alternativi: Beast of Blood, Horrors of Blood Island, Return to the Horrors of Blood Island, Beast of Blood Island e Beast of the Dead.
Il 2 ottobre 2006 è stato proiettato al Ravenna Nightmare Film Fest nella sezione Bloody Vintage.

### Date di uscita
- Stati Uniti d'America (Beast of Blood) - 6 maggio 1970
- Germania Ovest (Drakapa, das Monster mit der Krallenhand) - 14 gennaio 1972
- Danimarca (Uhyret fra blodøen) - 8 maggio 1972
- Messico (Bestia de sangre) - 24 maggio 1973